# 皮日约
皮日约（法語：Pugieu，法語發音：[pyʒjø]）是法国东部安省的一个旧市镇，属于贝莱区。2017年，皮日约并入市镇沙泽-邦。

## 地理
皮日约（45°49'16"N, 5°38'57"E）面积4.85 平方千米，位于法国奥弗涅-罗讷-阿尔卑斯大区安省，该省份为法国东部省份，北起汝拉省，西北接索恩-卢瓦尔省，西接罗讷省和里昂大都会，南至伊泽尔省，东与萨瓦省、上萨瓦省和瑞士接壤。
与皮日约接壤的市镇（或旧市镇、城区）包括：昂代尔和孔东、谢尼约拉巴尔姆、孔特勒沃、屈济约、大维里约、沙泽-邦。

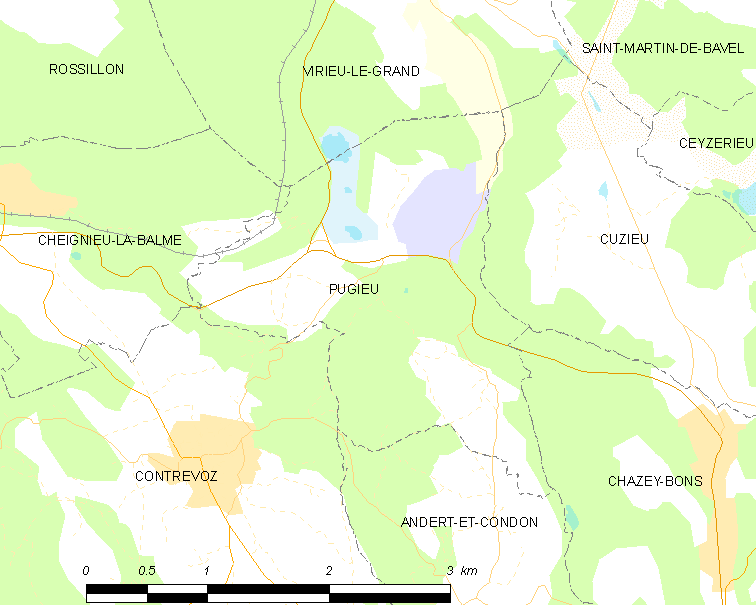
皮日约的OSM定位图

皮日约的时区为UTC+01:00、UTC+02:00（夏令时）。

## 行政
皮日约的邮政编码为01510，INSEE市镇编码为01316。

## 政治
皮日约所属的省级选区为贝莱县。

## 人口

1962-2008年间皮日约人口变化图示

皮日约于2018年1月1日时的人口数量为155人。